# نادي بينابولينيزي
نادي بينابولينيزي لكرة القدم (بالبرتغالية: Clube Atlético Penapolense‏) ، هو نادي كرة قدم برازيلي، أسس سنة 1944 م.

## وصلات خارجية
- الموقع الرسمي

لم يتم العثور على روابط لمواقع التواصل الاجتماعي.